# Investering
En investering är en kapitalinsats som förväntas leda till framtida avkastning. Kapitalinsatsen sker ofta som en utgift i pengar, men kan även vara en insats av andra former av resurser. Avkastningen kan antingen komma i form av ökade intäkter eller i form av minskade kostnader. Motsatsen kallas desinvestering eller divestering.

## Översikt
Begreppet investering är spritt inom hela det ekonomiska fältet. I princip finns det tre typer av investeringar:
- Reala investeringar: Investeringar i fysiska tillgångar, exempelvis infrastruktur, byggnader eller maskiner. Avkastningen av dessa tillgångar kan mycket väl komma i form av effektiviseringar.
- Finansiella investeringar: Investeringar i värdepapper och andra finansiella instrument som förväntas ge direkta inkomster.
- Immateriella investeringar: En mycket blandad grupp som kan bestå av rättigheter som patent och upphovsrätt, men även svåröverskådliga kostnader som forskning, produktutveckling och utbildning. Enligt vissa studier utgör denna grupp mer än hälften av alla investeringar i svenska företag[1].

### Privatekonomi
Privatpersoners sparande kallas ofta investering, i synnerhet om det sker i värdepapper. Även köp av konst, guld, fastigheter, med mera kan kallas investering om det sker i syfte att göra en framtida vinst. En investering innebär således att medvetet välja ett visst alternativ utifrån viss insats t.ex. pengar eller tid för att uppnå någon form av nytta. Exempelvis kan man fundera på olika utbildningsalternativ och med ett analytiskt synsätt då ställa upp olika kriterier, till exempel förväntad framtida lön. Det investeringsalternativ som bäst stämmer överens med de kriterier som ställts upp, är det bästa investeringsalternativet.

### Företagsekonomi
Inom företag och andra organisationer görs investeringar kontinuerligt av många orsaker. Några av dem kan vara:
- Expansion - Nyinvesteringar för att öka kapaciteten, eller försäljningen.
- Ersättning - Reinvesteringar för att byta ut befintliga resurser och bibehålla kapacitet.
- Rationalisering - Investeringar för att sänka kostnader.
- Miljö - Klara miljökrav.
- Forskning och utveckling - FoU för nya eller förbättrade produkter.

Det finns åtskilliga andra skäl för företag att investera.

### Samhällsekonomi
Ofta diskuteras kommunal och statlig infrastruktur och liknande frågor i termer av investering. Den vinst som då åstadkoms anses vara många till gagn. Det kan handla om företag som får minskade transportkostnader, och privatpersoner som lägger mindre tid på resande. För att beräkna vinsten görs en cost-benefit-analys. I princip används samma beräkningsmetoder som för andra investeringsbedömningar, men istället för rena intäkter uppskattas de samhälleliga nyttorna i ekonomiska termer.
En lönsam investering gynnar i sin tur stat och kommun genom skatteintäkter. Som regel ligger dock inte detta till grund för investeringsbeslutet.

### Nationalekonomi
Inom nationalekonomin diskuteras ofta de ovanstående varianterna med andra termer. Finansiella investeringar kallas där ofta för sparande, och ställs som regel i motsats till konsumtion. Begreppet investeringar begränsas därmed till industriella investeringar, det vill säga hur mycket företagen satsar på produktionsförbättringar.

## Investeringsbedömningar
Många faktorer spelar in när ett investeringsbeslut ska tas. Till exempel måste beslut fattas om investeringen stämmer in i den övergripande strategin, om det finns pengar att investera, med mera. 
Om allting stämmer kan investeringens lönsamhet bedömas genom en investeringskalkyl. Det finns många metoder för investeringskalkylering. Några av de vanligaste är:
- Payback-metoden - kontrollerar att investeringen blir lönsam inom en given tidsram.
- Nuvärdesmetoden - ett sätt att sätta ett ekonomiskt rationellt dagspris på investeringen.
- Annuitetsmetoden - ett sätt att jämföra olika investeringsalternativ som har olika lång ekonomisk livslängd.
- Internräntemetoden - ger en slags räntesats för investeringens avkastning.
- Slutvärdesmetoden - variant som oftast används för att bedöma privata sparformer med en given placeringshorisont.

## Desinvestering
Desinvestering, eller divestering, kan betyda avveckling av eller minskning av realkapitalet. I mer specifik betydelse innebär desinvestering ett verktyg för att påverka en nations politik; att företag, banker och institutioner väljer att inte investera i eller på andra sätt gynna den nation man vill påverka. 
	Desinvesteringskampanjer anses ha påverkat företag. Assa Abloy avslöjades ha en fabrik i en illegal israelisk bosättning på ockuperat palestinskt område. Strax därefter meddelade Assa Abloys ledning att man skulle dra sig tillbaka från området. Veolia Transport drog sig ur ett spårvägsprojekt i Jerusalem, sannolikt till följd av protester.